# Five Miles Out World Tour
Five Miles Out World Tour 1982 – czwarta trasa koncertowa Mike’a Oldfielda; w jej trakcie odbyły się 100 koncertów.
1. 8 kwietnia 1982 – Brooklyn, Filadelfia, USA – My Father's Place (Roslyn)
2. 10 kwietnia 1982 – Ottawa, Kanada – National Arts Centre
3. 11 kwietnia 1982 – Toronto, Kanada – Ryerson Polytechnical Institute (dwa koncerty)
4. 13 kwietnia 1982 – Montreal, Kanada – Places des Arts
5. 14 kwietnia 1982 – Quebec, Kanada – Palais Montcalm
6. 16 kwietnia 1982 – Upper Darby Township, Pensylwania, USA – Tower Theatre
7. 17 kwietnia 1982 – Boston, Massachusetts, USA – Berkley Perforance Arts Centre
8. 18 kwietnia 1982 – New York City, Nowy Jork, USA – The Ritz
9. 21 kwietnia 1982 – Chicago, Illinois, USA – Park West
10. 25 kwietnia 1982 – Vancouver, Kanada – Orpheum Theatre
11. 28 kwietnia 1982 – Santa Monica, Kalifornia, USA – Santa Monica Civic Centre
12. 30 kwietnia 1982 – San Francisco, Kalifornia, USA – Warfield Theatre
13. 6 maja 1982 – Dunedin, Nowa Zelandia – Town Hall
14. 7 maja 1982 – Christchurch, Nowa Zelandia – Town Hall
15. 9 maja 1982 – Wellington, Nowa Zelandia – Saint James Theatre
16. 10 maja 1982 – Auckland, Nowa Zelandia – Town Hall (dwa koncerty)
17. 13 maja 1982 – Brisbane, Australia – Festival Hall
18. 15 maja 1982 – Melbourne, Australia – Palais Theatre
19. 16 maja 1982 – Melbourne, Australia – Palais Theatre
20. 18 maja 1982 – Adelaide, Australia – Thebarton Theatre
21. 20 maja 1982 – Sydney, Australia – Capitol Theatre
22. 21 maja 1982 – Sydney, Australia – Capitol Theatre
23. 22 maja 1982 – Sydney, Australia – Capitol Theatre
24. 26 maja 1982 – Tokio, Japonia – Shibuya Koukaidou
25. 3 lipca 1982 – Roskilde, Dania – Roskilde Festival
26. 8 września 1982 – Manchester, Anglia – Apollo Theatre
27. 9 września 1982 – Edynburg, Szkocja – Playhouse Theatre
28. 10 września 1982 – Sheffield, Anglia – City Hall
29. 11 września 1982 – Newcastle, Anglia – City Hall
30. 12 września 1982 – Birmingham, Anglia – Odeon Theatre
31. 13 września 1982 – Birmingham, Anglia – Odeon Theatre
32. 14 września 1982 – Portsmouth, Anglia – Guildhall
33. 15 września 1982 – Oksford, Anglia – New Theatre
34. 16 września 1982 – Londyn, Anglia – Hammersmith Odeon
35. 20 września 1982 – Drammen, Norwegia – Drammenshallen
36. 22 września 1982 – Helsinki, Finlandia – Jäähalli
37. 23 września 1982 – Sztokholm, Szwecja – Isstadion
38. 25 września 1982 – Göteborg, Szwecja – Scandinavium
39. 26 września 1982 – København, Dania – Valbyhallen
40. 27 września 1982 – Aalborg, Dania – nieznane miejsce koncertu
41. 28 września 1982 – Lund, Szwecja – Olympen
42. 29 września 1982 – Arhus, Dania – nieznane miejsce koncertu
43. 30 września 1982 – Kilonia, Niemcy – Ostseehalle
44. 1 października 1982 – Berlin, Niemcy – Deutschlandhalle
45. 2 października 1982 – Hamburg, Niemcy – Congress Center Hamburg
46. 3 października 1982 – Hamburg, Niemcy – Congress Center Hamburg
47. 4 października 1982 – Brema, Niemcy – Stadthalle
48. 6 października 1982 – Hanower, Niemcy – Eilenriedenhalle
49. 7 października 1982 – Münster, Niemcy – Halle Münsterland
50. 8 października 1982 – Essen, Niemcy – Grugahalle
51. 9 października 1982 – Essen, Niemcy – Grugahalle
52. 10 października 1982 – Kassel, Niemcy – Eissporthalle
53. 11 października 1982 – Saarbrücken, Niemcy – Saarlandhalle
54. 12 października 1982 – Karlsruhe, Niemcy – Schwarzwaldhalle
55. 13 października 1982 – Heidelberg, Niemcy – Rhein-Neckar-Halle
56. 14 października 1982 – Kolonia, Niemcy – Sporthalle
57. 15 października 1982 – Rüsselsheim am Main, Niemcy – Walter-Körbel-Halle
58. 16 października 1982 – Rüsselsheim am Main, Niemcy – Walter-Körbel-Halle
59. 17 października 1982 – Würzburg, Niemcy – Karl-Diem-Halle
60. 18 października 1982 – Nürnberg, Niemcy – Hemmerleinhalle
61. 19 października 1982 – Nürnberg, Niemcy – Hemmerleinhalle
62. 20 października 1982 – Böblingen, Niemcy – Sporthalle
63. 21 października 1982 – Freiburg, Niemcy – Stadthalle
64. 23 października 1982 – Passau, Niemcy – Nibelungenhalle
65. 24 października 1982 – Monachium, Niemcy – Olympiahalle
66. 25 października 1982 – Ulm, Niemcy – Donauhalle
67. 26 października 1982 – Friedrichshafen, Niemcy – Messehalle
68. 27 października 1982 – Augsburg, Niemcy – Sporthalle
69. 28 października 1982 – Hof, Niemcy – Freiheitshalle
70. 31 października 1982 – Hanower, Niemcy – Eilenriedenhalle
71. 2 listopada 1982 – Kolonia, Niemcy – Sporthalle
72. 5 listopada 1982 – Offenburg, Niemcy – Orthenauhalle
73. 6 listopada 1982 – Innsbruck, Austria – nieznane miejsce koncertu
74. 7 listopada 1982 – Linz, Austria – Sporthalle
75. 8 listopada 1982 – Wiedeń, Austria – Stadthalle
76. 9 listopada 1982 – Zurych, Szwajcaria – Hallenstadion
77. 10 listopada 1982 – Mulhouse, Francja – Palais Des Sports
78. 11 listopada 1982 – Strasburg, Francja – Hall Rhenus
79. 13 listopada 1982 – Paryż, Francja – Palais Omnisports de Paris-Bercy
80. 14 listopada 1982 – Dijon, Francja – Parc Des Expositions
81. 15 listopada 1982 – Nancy, Francja – Parc Des Expositions
82. 16 listopada 1982 – Utrecht, Holandia – nieznane miejsce koncertu
83. 18 listopada 1982 – Caen, Francja – Parc Des Expositions
84. 19 listopada 1982 – Rennes, Francja – Salle Omnisports
85. 20 listopada 1982 – Brest, Francja – Parc Des Expositions De Penfeld
86. 21 listopada 1982 – Nantes, Francja – Halle De La Beajouire
87. 22 listopada 1982 – Poitiers, Francja – Amphi Descartes
88. 23 listopada 1982 – Clermont-Ferrand, Francja – Palais Des Sports
89. 24 listopada 1982 – Toulouse, Francja – Complexe Compans Casarelli
90. 26 listopada 1982 – San Sebastián, Hiszpania – Velódromo de Anoeta
91. 27 listopada 1982 – Madryt, Hiszpania – nieznane miejsce koncertu
92. 28 listopada 1982 – Barcelona, Hiszpania – Plaça d’Espanya
93. 29 listopada 1982 – Montpelier, Francja – Palais Des Sports
94. 30 listopada 1982 – Lyon, Francja – Palais d’Hiver
95. 2 grudnia 1982 – Rouen, Francja – Parc des Expositions
96. 3 grudnia 1982 – Lille, Francja – Palais Des Sports St Sauveur
97. 4 grudnia 1982 – Bruksela, Belgia – Forest National
98. 5 grudnia 1982 – Luksemburg, Centre Sportif
99. 6 grudnia 1982 – Kolonia, Niemcy – Sporthalle
100. 9 grudnia 1982 – Monachium, Niemcy – Rudi-Sedlmayer-Halle